# Leonid Kadeniuk
Leonid Kostyantynovych Kadenyuk (en ucraniano: Леонід Костянтинович Каденюк; Klishkivtsi, óblast de Chernivtsi, RSS de Ucrania; 28 de enero de 1951-Kiev, Ucrania; 31 de enero de 2018) fue un astronauta, científico, ingeniero, militar y político ucraniano.

## Biografía
Hasta 2005, fue el único astronauta de la Ucrania independiente. Hizo su vuelo en el Columbia de la NASA en 1997 como parte de la misión internacional STS-87. Kadeniuk tenía el rango de General de División en la Fuerza Aérea de Ucrania. Pasó un tiempo en el espacio de 15 días, 16 horas, y 34 minutos.
Kadeniuk fue un piloto de carrera militar y cosmonauta soviético desde 1976. Comenzó su servicio en la Fuerza Aérea Soviética y más tarde el Grupo cosmonauta. Con la desintegración de la Unión Soviética, Kadeniuk permaneció en las Fuerzas Espaciales de Rusia y adoptó la ciudadanía rusa. En 1995, durante la preparación de la primera misión espacial de Ucrania, se ofreció a participar y regresó a su patria.
Había dos candidatos principales para la misión, el otro era Yaroslav Pustovyi, un científico ucraniano civil en la investigación espacial. Kadeniuk fue elegido por estar mejor entrenado y acostumbrado a la organización espacial de la misión.
Después del vuelo, Leonid Kadeniuk continuó su carrera  en la Agencia Espacial Nacional de Ucrania.
En las elecciones parlamentarias de 2002, fue elegido miembro de la Rada Suprema de Ucrania en la lista de pro-Kuchma, del Bloque Ucrania Unida. Más tarde, se unió al "Partido de los Industriales y Empresarios de Ucrania" (Трудова Україна), pero no estuvo políticamente activo. Trabajó en la Comisión Parlamentaria de Defensa y Seguridad Nacional.
En las elecciones parlamentarias del 2006, Kadenyuk fue número 3 en la lista electoral del Partido Popular del bloque de Lytvyn (Народний блок Литвина), pero el bloque solo consiguió el 2,44 % del voto popular (por debajo del 3 % exigido) y no obtuvo ningún escaño en el parlamento.
Falleció el 31 de enero de 2018. Tres días después de su cumpleaños.